# Катастрофа Ан-24 в Игарке
Катастрофа Ан-24 в Ига́рке — авиакатастрофа самолёта Ан-24 в аэропорту города Игарки Красноярского края в России, произошедшая 3 августа 2010 года.

## Катастрофа
В 01:19 по местному времени во вторник, 3 августа 2010 года, в 700 метрах от взлётно-посадочной полосы аэропорта «Игарка» потерпел крушение самолёт Ан-24 (бортовой номер RA-46524) принадлежащий авиакомпании «Катэкавиа» Красноярского МТУ ВТ ФАВТ. Лайнер выполнял чартерный рейс № КЮ-9357 по маршруту Красноярск—Игарка. При заходе на посадку в аэропорту Игарка, в сумерках, на удалении 477 м от входного торца ВПП и в 234 м правее оси ВПП. произошло столкновение ВС с деревьями. В результате столкновения самолета с землей и последующего пожара погибли все 11 пассажиров и стюардесса. КВС, второй пилот и бортмеханик получили травмы различной степени тяжести.

## Воздушное судно
Самолёт Ан-24РВ RA-46524 был изготовлен 26 декабря 1974 года и начал эксплуатироваться в 1975 году. В авиакомпании «Катэкавиа» находился с 2006 года. По заверению начальника смены аэропорта «Черемшанка» Елены Ивановой, разбившийся самолёт Ан-24 прошёл предполётный технический осмотр и замечаний не имел.

## Пассажиры и экипаж
На борту самолёта находились 15 человек: 11 пассажиров (в том числе один ребёнок) и 4 члена экипажа — КВС Николай Григорьевич Козлов, второй пилот Игорь Михайлович Кабанов, бортмеханик Евгений Николаевич Пертунин и стюардесса Регина Петровна Багдонайте. Все люди, находившиеся на борту, были гражданами России.

## Спасательная операция
Спасателям удалось обнаружить 4 выживших: 1 пассажира и 3 членов экипажа — КВС, второго пилота и бортмеханика. Позже пассажир Сергей Исаков скончался в больнице от травм, несовместимых с жизнью.

## Реакция
После катастрофы из Москвы в Игарку отправились представители Министерства транспорта, Ространснадзора и Росавиации для выяснения обстоятельств трагедии, а губернатором Красноярского края 4 августа было объявлено днём траура.

## Расследование
Сразу после происшествия было возбуждено уголовное дело по части 3 статьи 263 (нарушение правил безопасности движения и эксплуатации воздушного транспорта, повлекшее по неосторожности смерть двух или более лиц). Расследование происшествия было начато 4 августа и закончилось 20 сентября. Согласно выводам расследования причиной катастрофы самолёта явилось непринятие экипажем своевременного решения об уходе на второй круг и снижение самолёта ниже установленной минимально безопасной высоты (100 м) при отсутствии надёжного визуального контакта с огнями приближения и огнями ВПП, что привело к столкновению самолёта с деревьями и землёй в управляемом полёте.
Через 10 минут после данного авиапроисшествия на посадку заходил другой Ан-24. Его пилоты также в этих условиях без визуального контакта с землёй спустились ниже минимальной высоты (ВПР), но раньше стали уходить на второй круг, что и спасло их.

## Суд
В январе 2013 года Красноярский краевой суд начал слушания по делу командира воздушного судна Николая Козлова.
В октябре 2013 года Николай Козлов был признан виновным и был приговорён к четырём с половиной годам лишения свободы.